# Уорнер, Кай
Кай Уорнер (наст. имя Вернер Ласт; 27 октября 1926, Бремен — 9 июля 1982, Гамбург) — бэнд-лидер немецкого оркестра, продюсер, аранжировщик и композитор, а также брат Джеймса Ласта и Роберта Ласта.

## Биография
Уорнер родился в Бремене. Он брал уроки игры на фортепиано у Эрнста Вилена, теоретические уроки — у Ричарда Буллинга, ученика Регера и Хампердинка. Уорнер также брал частные уроки игры на аккордеоне.
После войны Вернер Ласт выступал в роли тромбониста вместе со своими братьями Гансом (басистом, позже известным как Джеймс Ласт) и Робертом Ластом (барабанщиком) в бременских мюзик-холлах и в американских клубах в окрестностях Бремерхафена. В этот время познакомился с композитором и менеджером Фридрихом Мейером и был нанят им для новообразованного танцевального оркестра Радио Бремен. Братья Ласты стали известны как участники ансамбля Last-Becker Ensemble. Вернер Ласт, в первую очередь, был известен как аранжировщик. После распада Бременского танцевального оркестра в 1948 году он некоторое время играл в группе из 12 человек, а затем отправился искать счастья в США. До этого он женился на 18-летней Хьордис Харлоу, американке норвежского происхождения. От этого брака родились два сына, Стивен и Вернер.
В США Вернеру пришлось зарабатывать на жизнь в качестве разнорабочего в течение нескольких месяцев, прежде чем он был принят в нью-йоркский профсоюз музыкантов. Как тромбонист, он принадлежал к нескольким известным биг-бэндам. Кроме того, он изучал теорию музыки в Нью-Йоркском университете у профессора Шиллингера Рудольфа Шрамма.
В 1958 году Вернер Ласт вернулся в Германию и сочинил множество аранжировок к фильмам. В 1966 году он подписал контракт, в качестве продюсера, с Polydor; он помог стать известной Ренате Керн, а также являлся её продюсером. Как Кай Уорнер, он основал свой собственный оркестр, в который вошли многие музыканты, игравшие с Джеймсом Ластом (например, его брат Роберт Ласт, который уже играл на барабанах на самых ранних выступлениях Джеймса Ласта). В 1975 году Кай Уорнер перевёлся с Polydor на Philips.
Помимо его пластинок, таких как Pops For Minis, Happy Together, Goldtimer 1 и 2, его имя навсегда связано с серией Go-In, которая позже продолжилась на Philips под названием «Go-In Party».
Другие альбомы: So In Love, Love Songs, Romantic Songs, Wer recht in Freuden tanzen will, Warner Plays Wagner, Golden Violins, Volkslieder Festival, On The Road To Philadelphia, Swingin' Johann, Salsoul Explosion, A Glass Of Champagne, Dance To The Beatles, Zum Tanz Marsch Marsch, Polka wie noch nie, Oriental Nights, It’s Country Time, and naturally the Christmas album Christmas Party.
Он также сделал несколько записей с другим своим лейблом: Kai Warner Singers, смешанным хором, состоящим из шести женщин и шести мужчин, часто сопровождаемых только ритмической секцией, как это делал Рэй Коннифф в своих альбомах 70-х.
Он умер в Гамбурге в возрасте 55 лет.